# Nzinga di Ndongo e Matamba
Nzinga di Ndongo e Matamba, o Anna I de Sousa Nzingha Mbande o Njinga Mbandi (N'dalatando, 1583 – N'dalatando, 17 dicembre 1663), è stata la regina dei regni Ambundu di Ndongo (a partire dal 1663) e Matamba (a partire dal 1631), situati nell'attuale Angola settentrionale.
Nata nella famiglia regnante di Ndongo, Nzinga ricevette un addestramento militare e politico sin da bambina, e dimostrò un'attitudine a disinnescare crisi politiche come ambasciatrice presso l'Impero portoghese. In seguito assunse il potere su due regni dopo la morte del padre e del fratello, entrambi re. Regnò durante un periodo di rapida crescita del commercio degli schiavi africani e di invasione dell'Impero portoghese nell'Africa sud-occidentale, nel tentativo di controllare il commercio degli schiavi. Nzinga combatté per l'indipendenza dei suoi regni contro i portoghesi nei 37 anni di regno. Negli anni successivi alla sua morte, Nzinga è diventata una figura storica in Angola. È ricordata per la sua intelligenza, la sua saggezza politica e diplomatica e le sue brillanti tattiche militari.

## Biografia
Nacque dal re Kilwanji di Ndongo e dalla regina Kangela. La coppia reale aveva altri tre figli: il principe Ngola Mbandi, le principesse Kifunji e Barbara Mukambu. Il primo cenno documentato su Nzinga risale al 1622 quando suo fratello, salito al trono, la nominò inviata speciale per il monitoraggio dei negoziati con il governatore di Lisbona Giovanni Correja de Susa nella conferenza di pace a Luanda. La capitale di Ndongo era Kabasa, grande città nei dintorni di N'dalatando con 50.000 abitanti. La residenza reale a Matamba era Kavanga.
I territori da lei governati erano due antichi regni situati nell'attuale Angola, dove si verificò spesso la successione al trono in linea femminile, secondo il criterio di matrilinearità. Spirito combattivo, si oppose fermamente alle intenzioni colonialiste portoghesi culminate poi nella definitiva annessione durata fino al 1975.
Regnò da sola, senza consorte e prole: una simile situazione si ricorda, in Europa, solo per Elisabetta I d'Inghilterra e Cristina di Svezia. Dimostrò un temperamento risoluto e capacità diplomatiche nel trattare nel 1657 con i funzionari del Portogallo riuscendo a evitare l'occupazione e la deportazione in Brasile dei sudditi maschi. A tal proposito una diffusa leggenda narra che il governatore ricevette seduto la sovrana, non ritenendola sua pari, con un tappeto davanti: Nzinga reagì ordinando a una serva di accovacciarsi sopra e si accomodò sul suo dorso.
Il fratello maggiore Ngola Mbandi era diventato re, in seguito alla morte del padre, ma morì in circostanze non chiare, probabilmente suicida o fatto avvelenare dagli avversari favorevoli ai portoghesi. Nzinga esercitò una breve reggenza in nome del giovanissimo nipote Kaza (anche lui assassinato), poi, nel 1624, salì personalmente al trono che dovette abbandonare due anni dopo. I dirigenti lusitani la sostituirono con la più conciliante sorella minore Barbara. La sovrana intanto assunse, nel 1631, la corona di Matamba per poi riprendere quella di Ndongo nel 1657.
Nel 1622 la principessa si era convertita al Cristianesimo scegliendo il nome della moglie del governatore, di cui desiderava accattivarsi il favore, Anna de Sousa. Parlava il kimbundu ma imparò alcune parole portoghesi. Durante il suo regno riuscì a conservarlo indipendente e a scongiurare, per il momento, l'introduzione della schiavitù per gli angolani.
Dopo aver sottoscritto il trattato di pace con Lisbona nel 1657, per i due reami ci sarà una tregua di sei anni. La regina morì per cause naturali, nel 1663, all'età di 80 anni. Venne sepolta a Kabasa nel recinto reale. Le subentrò la sorella Barbara (in Matamba si succedettero dieci sovrane) che Nzinga aveva fatto sposare con Giovanni Guterres, membro della famiglia regnante, dal quale avrà Francesco e Veronica, futuri sovrani.

## Eredità
Nzinga Mbande è oggi ricordata in Angola come la Madre dell'Angola, la combattente dei negoziati e la protettrice del suo popolo. Ancora oggi viene riconosciuta in tutto il continente africano come una leader e una donna dalle notevoli capacità, per il suo acume politico e diplomatico, così come per le sue brillanti tattiche militari. I resoconti della sua vita sono spesso romanzati, ed è considerata un simbolo della lotta contro l'oppressione.
Mentre ai tempi di Nzinga era difficile accettare l'idea che le donne potessero governare a Ndongo, e che quindi per mantenere il potere fosse necessaria una figura maschile, vi furono diverse donne che si susseguirono alla guida del paese: nei 104 anni di regno successivi alla morte di Nzinga, infatti, vi furono delle donne al potere per circa un'ottantina di anni. Nzinga è divenuta un simbolo e un modello di leadership per tutte le generazioni di donne angolane. Ancora oggi le donne in Angola mostrano una notevole indipendenza sociale; si trovano nell'esercito del paese, nelle forze di polizia, nel governo e nei settori economici pubblici e privati.
Nella capitale angolana Luanda un'importante strada porta il suo nome; e nel 2002, una sua statua in Largo do Kinaxixi è stata dedicata dall'allora presidente Santos per celebrare il 27º anniversario dell'indipendenza.

## Controversie
Quando la regina Nzinga si convertì al cristianesimo, vendette i capi religiosi tradizionali africani come schiavi ai portoghesi, sostenendo che avevano violato i suoi nuovi precetti cristiani.

## Galleria d'immagini

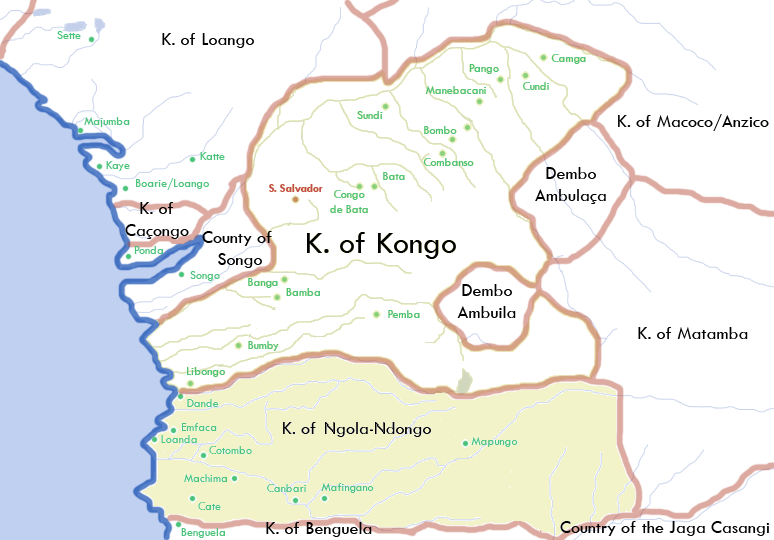
I regni di Ndongo e Matamba
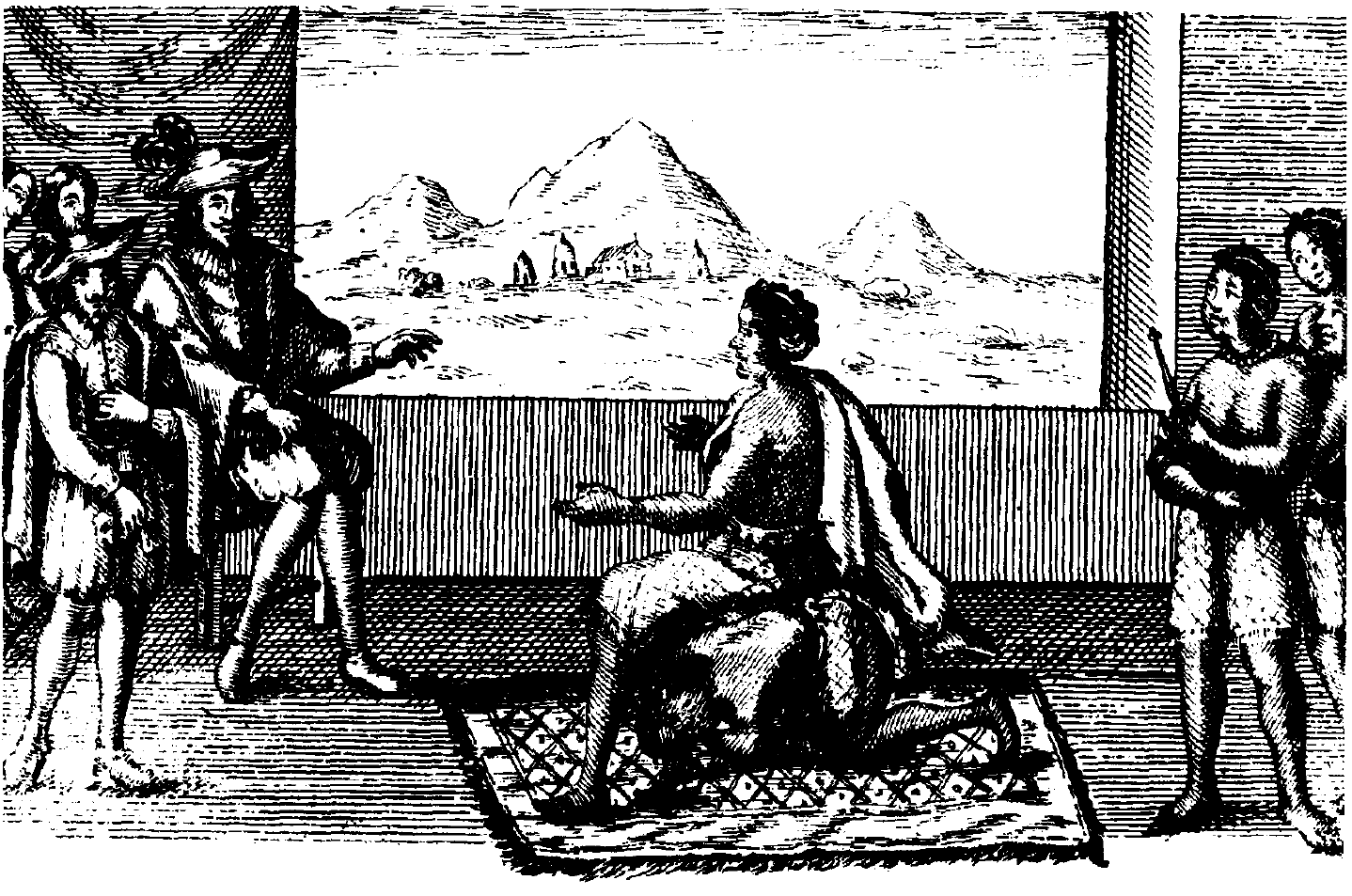
Nzinga tratta con i portoghesi (1657)
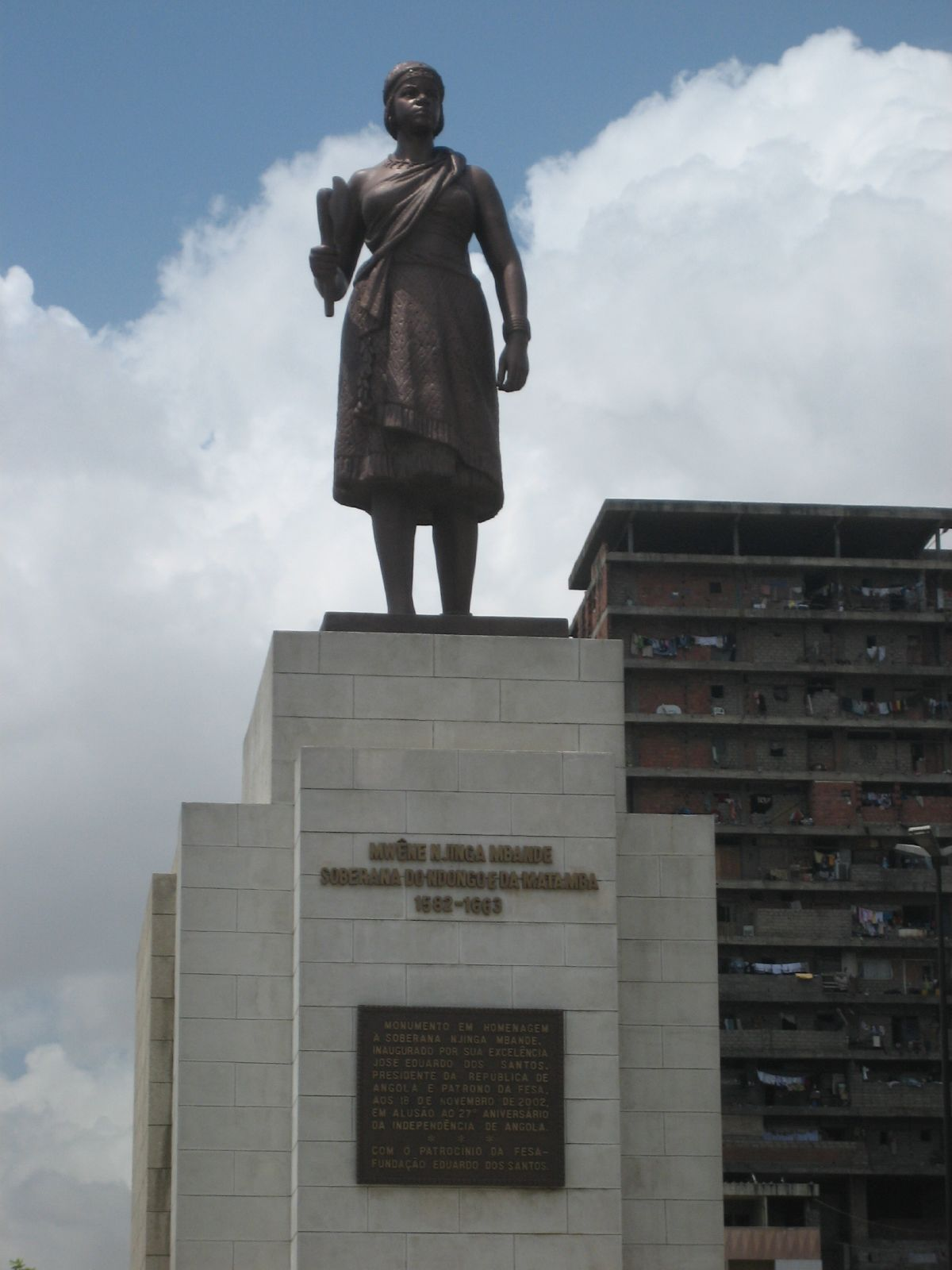
Statua della regina Nzinga a Luanda
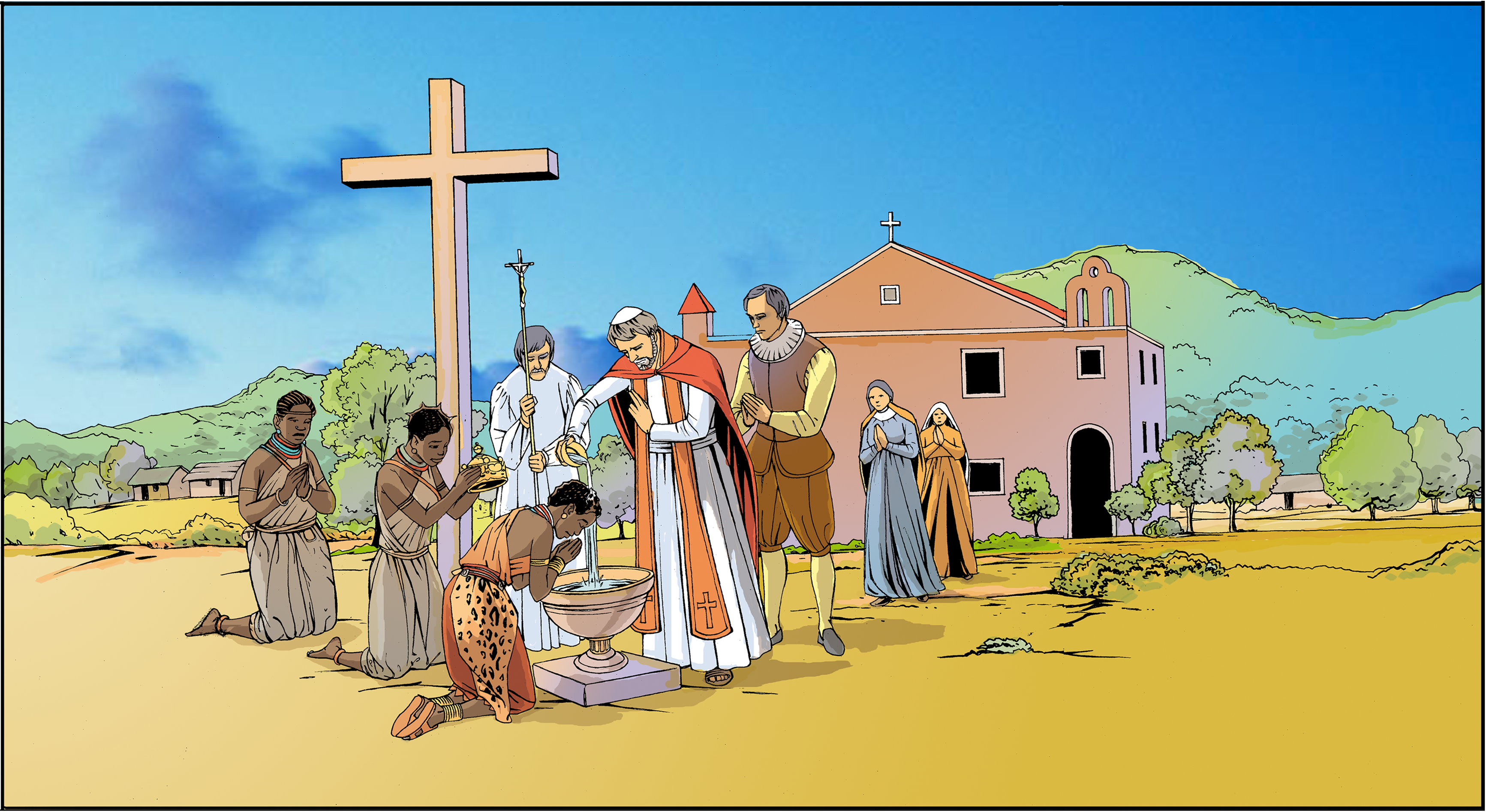
Il battesimo della regina nel 1622

## Biopic
Nel 2013 è stato prodotto il film angolano Njinga: Rainha de Angola sulla sua vita, con Lesliana Pereira nel ruolo della regina Njinga.
Nel 2023 Netflix ha prodotto Regine dell'Africa: Njinga, docuserie di quattro puntate interpretata da Adesuwa Oni, con la produzione esecutiva di Jada Pinkett Smith.